# Tasa (Tampere)
Tasa est la zone de planification du nord-est  de Tampere en Finlande.

## Présentation
Tasa comprend les zones statistiques de Niihama, Atala, Ojala, Kumpula, Tasanne et Olkahinen. 
Les zones statistiques correspondent à peu près aux quartiers.